# Ranger–7

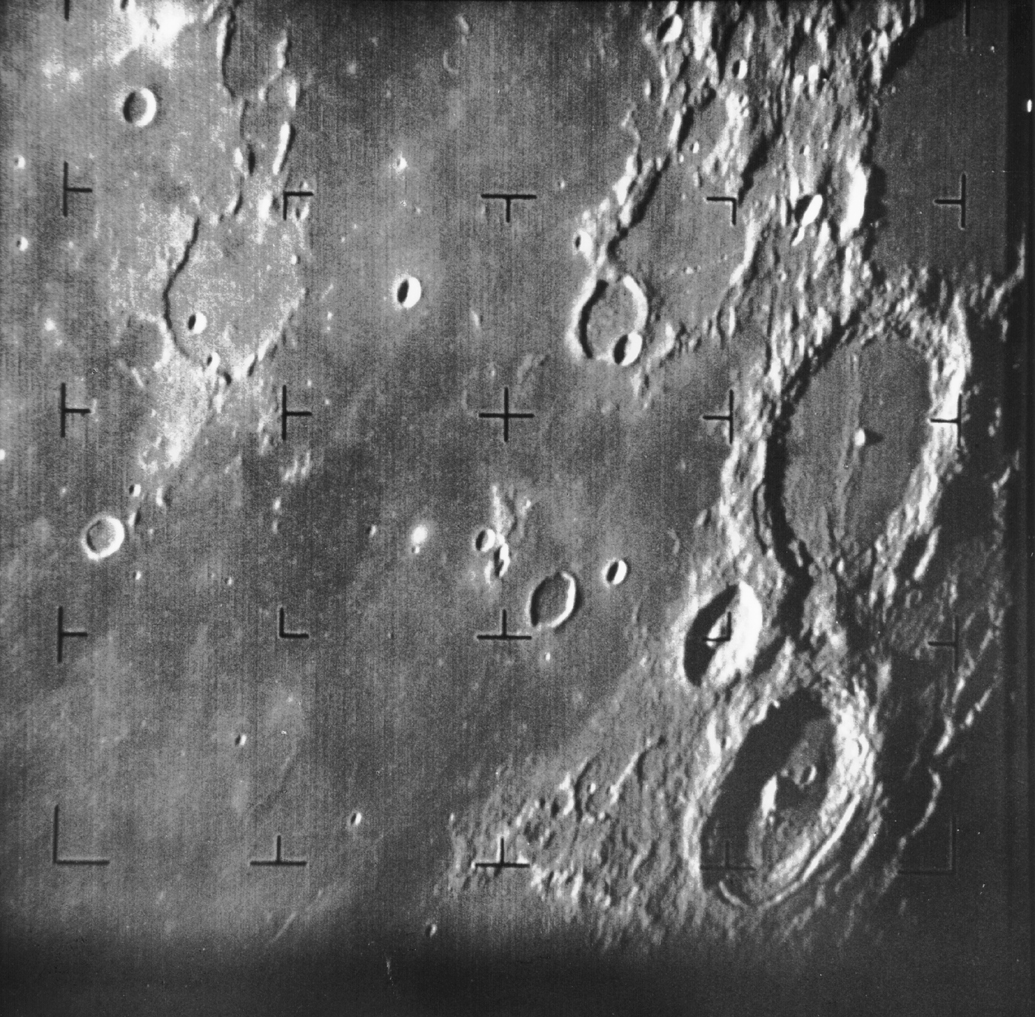
Az első olyan felvétel a Holdról, amit amerikai űrszonda készített. A képen jobbra látszik a központi csúcsos Alphonsus kráter

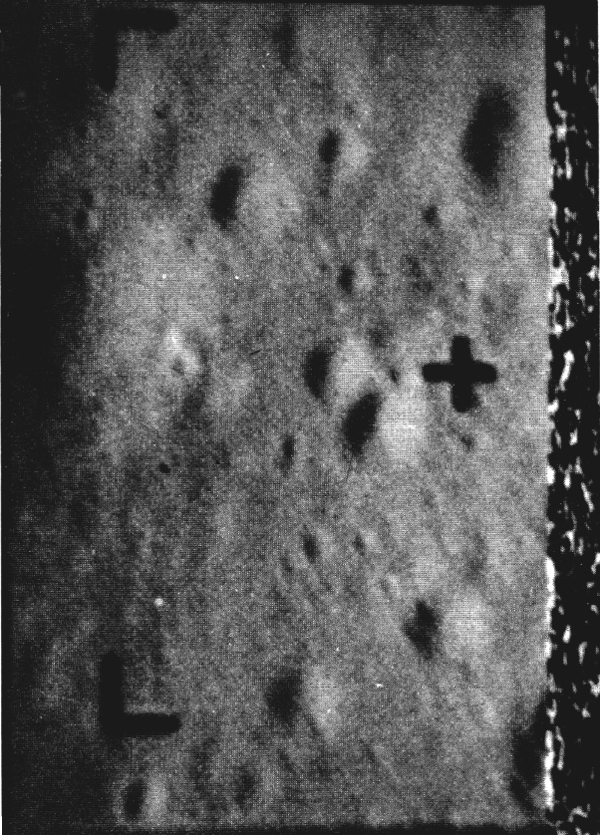
A becsapódás előtti utolsó felvétel a Ranger-7-ről. Az űrszonda ekkor 488 méterre volt a Hold felszínétől

A Ranger egy amerikai tudományos űrszonda, Hold-kutató műhold, melyet a Ranger-program keretében indítottak.

## Küldetés
A szondát a NASA Jet Propulsion Laboratoryban fejlesztették ki. A NASA a Hold látható oldalának módszeres kutatását kezdte meg, mely a Surveyor-programmal, majd a Lunar Orbiter-programmal folytatódott és az Apollo-programmal, a Holdra szállással csúcsosodott ki. A Mariner-program keretében kifejlesztett rendszert használták.
A sok kudarc miatt törölték a szeizmométer-tartály ledobását, egyszerű művelettel kellett a Holdba csapódnia.

## Jellemzői
1964. július 28-án a Cape Canaveral Air Force Station kilövőállomásról egy 140 tonnás, három és fél (indításnál szilárd hajtóanyagú segédrakéták) fokozatú Atlas–Agena B rakétával állították Föld körüli pályára. 192 kilométeres magasságú parkolópályán történő repülést követően, az orbitális egység utolsó fokozatának újraindításával sikeresen elérték a második kozmikus sebességet, biztosítva a Hold megközelítését. A napkolelemekkel feltöltötték az akkumulátorokat. Július 29-én a rendelkezésre álló hideggáz-fúvókák segítségével pályaigazítást hajtottak végre. Az első képeket 2110 kilométer magasságból, 16 perc és 40 másodperccel az ütközés előtt közvetítette, az utolsó kép 0,5 méter magasságból volt értékelhető.
Az első sikeres amerikai űrszonda 68,6 órás repülés után július 31-én becsapódott a Mare Cognitum térségében. A felszínhez viszonyított sebessége a becsapódáskor 2,62 km/s volt. A repülés utolsó 17 percében kamerái és technikai eszközei segítségével 4308 darab, nagy felbontású képet sugárzott a Földre.
A szondát egy hatszögletű vázra építették. Az energiaellátást két napelemtábla (8680 napelemlapocskával), illetve akkumulátorok segítségével (AgZn) biztosította. A testben, illetve a tetején levő kúpos műszeres térben helyezték el a hat darab vidikon-televíziós kamerát, az elektronikát és a helyzetszabályzót, a telepeket, a vezérlőegységet, a rádióadókat, a helyzetszabályzó hideggáz-tartályt, illetve a fúvókát. A kamerákat két különálló láncban rendezték el, mindegyik különálló áramellátást kapott, önálló időzítővel és adókkal. A legnagyobb megbízhatóságot kívánták elérni, hogy jó minőségű videóképeket kapjanak. Más kutatási műszerrel nem rendelkezett.
Átmérője 1,52 méter, magassága 2,51 méter. A nyitott napelemtáblák 4,57 méterrel növelték meg az átmérőjét. Tömege 366 kilogramm. A rádiókapcsolatot egy kis botantenna és egy, a Földre irányított, 1,2 méter átmérőjű parabolaantenna biztosította.